# Ewa Farna
Ewa Farna (též počeštěně Farná, provdaná Ewa Chobot, * 12. srpna 1993 Třinec) je polsko-česká zpěvačka interpretující písně v češtině a polštině a moderátorka, která pochází z české části Těšínska. Působí v oblasti populární a rockové hudby. Za svou kariéru získala řadu českých i polských ocenění. V anketě Český slavík se stala zpěvačkou roku v letech 2021, 2023 a 2024 a navázala na stříbrné a bronzová umístění. Roku 2023 a 2024 byla vyhlášena i absolutním slavíkem. V roce 2022 vyhrála cenu Anděl v kategorii Zpěvačka roku.

## Soukromý život
Ewa Farna se narodila roku 1993 v Třinci do polské rodiny. Má polskou národnost a státní občanství České republiky. Sourozenci jsou bratr Adam (* 1995) a sestra Magdaléna (* 2006). Základní školu absolvovala v roce 2008 v polském vyučovacím jazyce ve Vendryni. Poté vystudovala polské gymnázium v Českém Těšíně, kde odmaturovala s vyznamenáním. Následně byla přijata ke studiu práva na univerzitu ve Varšavě. Po prvním roce studium zanechala, aby se naplno mohla věnovat hudbě.
V roce 2013 navázala partnerský vztah s kytaristou doprovodné kapely Martinem Chobotem (vnukem výtvarníka Vladimíra Suchánka), za něhož se v září 2017 vdala. Začátkem června 2019 se jim narodil syn Artur. Předchozími partnery byli hudebníci Marcus Tran a Tomáš Klus, s nímž ukončila vztah v listopadu 2011. Dne 10. listopadu 2021 oznámila přes Instagram, že čeká s manželem druhé dítě, a 9. března 2022 oznámila, že se jí narodila dcera Ella. Je evangelického vyznání.

## Hudební kariéra

### 2006–2012
Ewu Farnou objevil producent Lešek Wronka. Ve svých 13 letech na podzim roku 2006 nazpívala singl „Měls mě vůbec rád“ na stejnojmennou desku, která vyšla v listopadu téhož roku. Vyhrála ocenění Objev roku v anketě Český slavík Mattoni 2006. První koncert měla v Třinci 16. března 2007.

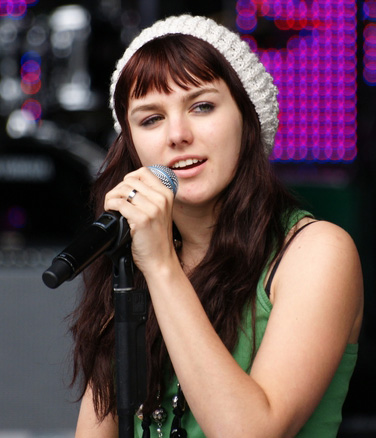
Ewa Farna na festivalu v Opolí, 2009

Na podzim 2007 vydala svou druhou českou desku Ticho a také debutovou polskou desku Sam na sam, což je polská verze její první české desky. Stala se Objevem roku Hudebních cen Óčka a získala platinovou desku za obě česká alba. V anketě Český slavík se umístila na čtvrtém místě.
V roce 2008 absolvovala turné Blíž ke hvězdám čítající osmnáct koncertů. Tehdy jí bylo čtrnáct let, stala se tedy historicky vůbec nejmladší zpěvačkou, která podobné turné absolvovala. DVD & CD, pořízené na posledním koncertě turné, se stalo nejprodávanějším albem roku.
Spolu s Kubou Molędou nazpívala v tomto roce oficiální soundtrack k filmu Camp Rock v polském a českém jazyce (píseň „Oto ja“ a „To jsem já“) a dále nazpívala soundtrack k seriálu Ošklivka Katka (píseň „Jaký to je“). Hostovala na turné slovenské skupiny No Name. Tento rok završila výhrou třetího místa Českého slavíka 2008 v kategorii Zpěvačka roku, a stala se tak nejmladší držitelkou tohoto ocenění.

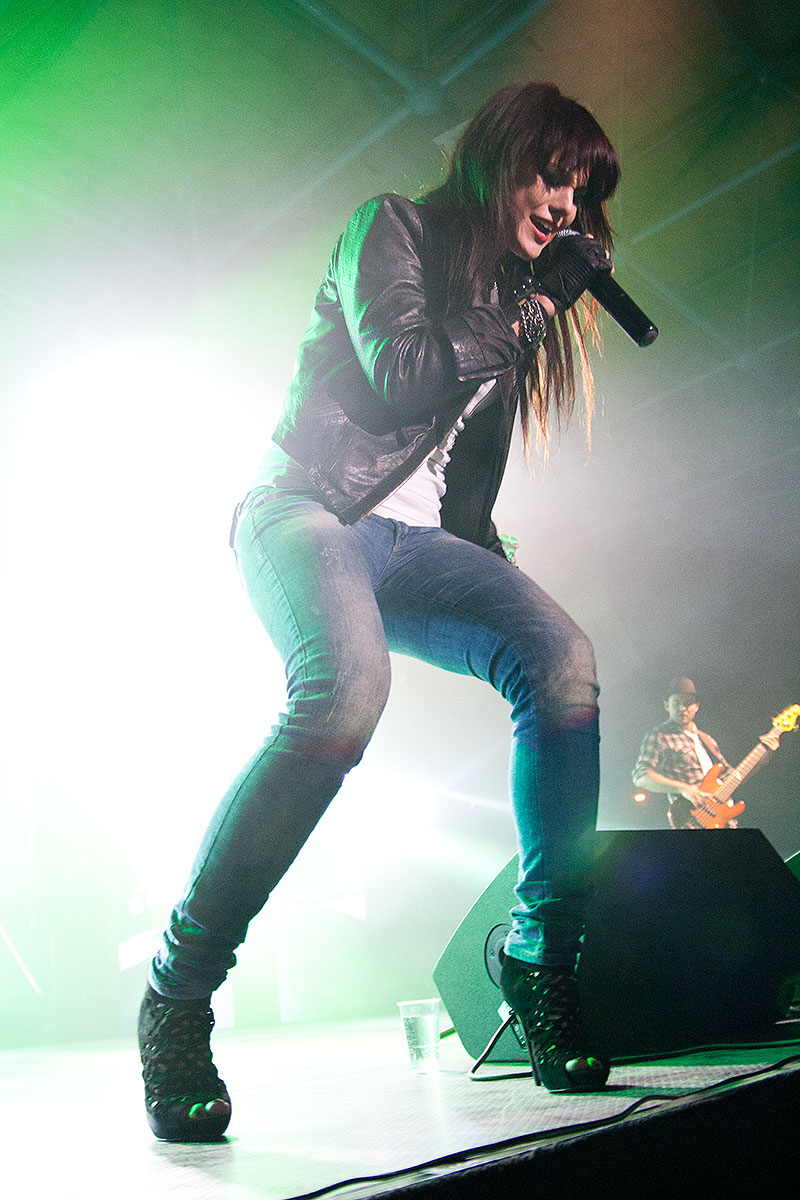
Ewa Farna v Třinci (2011)

Roku 2009 vyšla její druhá polská deska Cicho (polská verze druhé české desky) a třetí česká deska Virtuální. Na podporu této desky procestovala republiku se stejnojmenným turné. V tomto roce obhájila post bronzové slavice a získala také několik polských cen.
V roce 2010 vyhrála cenu Anděl v kategorii Zpěvačka roku. Nazpívala českou (s Janem Bendigem) a polskou (s Kubou Molędou) verzi oficiálního soundtracku k filmu Camp Rock 2 (píseň „Stejný cíl mám dál“ a „Nie zmieniajmy nic“). Vyšla jí třetí polská deska EWAkuacja (polská verze třetí české desky). Na sklonku roku hostovala na turné skupiny Čechomor. Opět obhájila bronzovou příčku v anketě Český slavík a i v daném roce se jí dostalo ocenění i na polské půdě. V roce 2011 se spolu s kolegou Tomášem Klusem stala také moderátorkou cen Anděl. Až do listopadu byli partnery také v soukromí. Roku 2012 složila maturitní zkoušku na gymnáziu v Českém Těšíně. Den poté měla autonehodu, z níž vyvázla bez vážnějších zranění. Přijata byla ke studiu práva na varšavskou univerzitu.
V sezóně pro rok 2013 byla spolu s Pavlom Haberou a Ondřejem Soukupem vybrána jako porotkyně soutěže Česko Slovenská SuperStar, castingy začaly již v zimě 2012.

### 2013–2023
V únoru 2013 navštívila New York, kde zazpívala českým starousedlíkům. Celý rok pracovala na novém albu, které vyšlo nejdříve v polštině pod názvem W(inna), jednalo se o polské čtvrté řadové album a desáté celkově. V roce 2013 vydala singly „Znak“ (červen) a „Ulubiona rzecz“ (listopad). Jednalo se o první „dospělé“ album. Podílela se na něm autorsky více než na předchozích deskách. V říjnu téhož roku ukončila studium na varšavských právech kvůli časové tísni, zdravotním problémům a rodině. Na Českém slavíku 2013, kde spadla ze třetí na čtvrtou příčku v oblíbenosti, představila píseň „Oblíbená věc“ (Ulubiona rzecz).

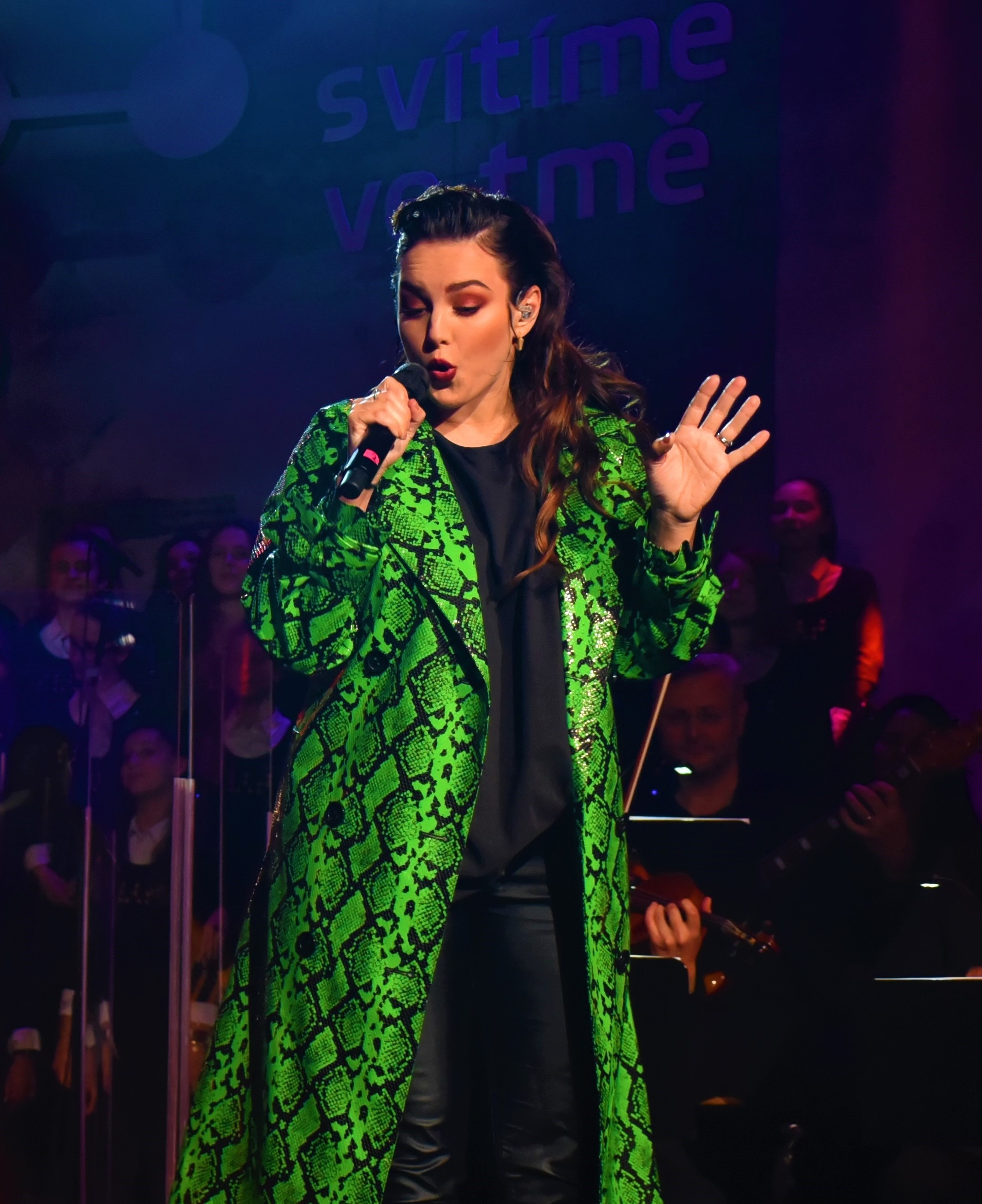
Ewa Farna na benefici Světlo pro Světlušku 2021 v Pražské křižovatce

V únoru 2014 vystoupila v Německu, o měsíc později v irském Dublinu. V dubnu vypustila do éteru první vlaštovku z nového CD pod názvem „Leporelo“. Tato píseň se stala předzvěstí nástupce pět let starého alba Virtuální. V létě 2014 představila již třetí singl „Tajna misja“ z polské desky (W)INNA. V září odehrála akustický koncert na Óčko Music Stage, ze kterého byl pořízen záznam. Půl roku na to vyšel na CD a DVD. Začátkem listopadu se zúčastnila jako reprezentantka České republiky nahrávání hymny pro mistrovství světa v házené, spolu s dalšími umělci z několika zemí světa. Česká verze desky (W)inna pod názvem Leporelo vyšla 7. listopadu. Připravovat se začala také jazzová verze desky (W)INNA. Pro internetovou televizi Playtvák vytvořila vlastní seriál, kde divákům představila satirickým způsobem svůj soukromý život a nové, překvapivé aranže svých písní. Jednou z nich se stala píseň „Boky jako skříň“ (parodie na „All about that bass“ od Megan Trainor), z níž se stal hit. K vydání písně na hudebním nosiči však nedržela autorská práva.
Na jaře 2015 měl premiéru nový český singl „Z nálezů a krás“ z desky Leporelo. V srpnu se na YouTube objevil videoklip k singlu „Rutyna“ z polské desky W(inna) a v listopadu vyšel další singl s názvem „Tu“, který se později objevila na jazzové desce Inna. Během roku také nahrála úvodní píseň „Víno je grunt“ k druhé řadě seriálu Vinaři.
K roku 2016 měla za sebou více než sto televizních vystoupení, odehrála přes pět set koncertů a absolvovala čtyři samostatná turné. Stala se Zpěvačkou roku v anketě Žebřík, získala také cenu za singl a videoklip „Na ostří nože“ a v anketě popularity Český slavík 2016 obhájila třetí místo.
K desátému výročí kariéry uspořádala 11. listopadu 2016 koncert v pražském Forum Karlín v podobě show s tanečníky a hudebními hosty (např. s Klárou Vytiskovou, slovenským raperem Majkem Spiritem nebo Tomášem Klusem). Poprvé zazněly písně „Bumerang“ a „Reinkarnační“. V lednu 2017 měl premiéru česko-polsko-slovenský film Všechno nebo nic, k jehož české i polské jazykové verzi nahrála singl „Všechno nebo nic“, respektive „Wszystko albo nic“. Polský výroční koncert proběhl v září téhož roku. V průběhu roku 2017 vydala singly „Bumerang“ v češtině a polštině, a píseň „Echo“ s polským interpretem KaeNem. Na podzim téhož roku se také objevil speciální dokument o Ewě Farné, v němž představila soukromí a přípravy na výroční koncert. Na jeho vzniku se podílel Kazma. Dokument byl promítán v kinech, s osobní účastí zpěvačky na každé projekci.[zdroj⁠?!] Na počátku listopadu pak byla vydána první vánoční píseň „Vánoce na míru“, která původně vznikla pro obchod Mall.cz.[zdroj⁠?!] Během roku 2018 vydala singl „Málo se známe“. Ve videoklipu k písni „Ta o nás“ oznámila, že je těhotná.

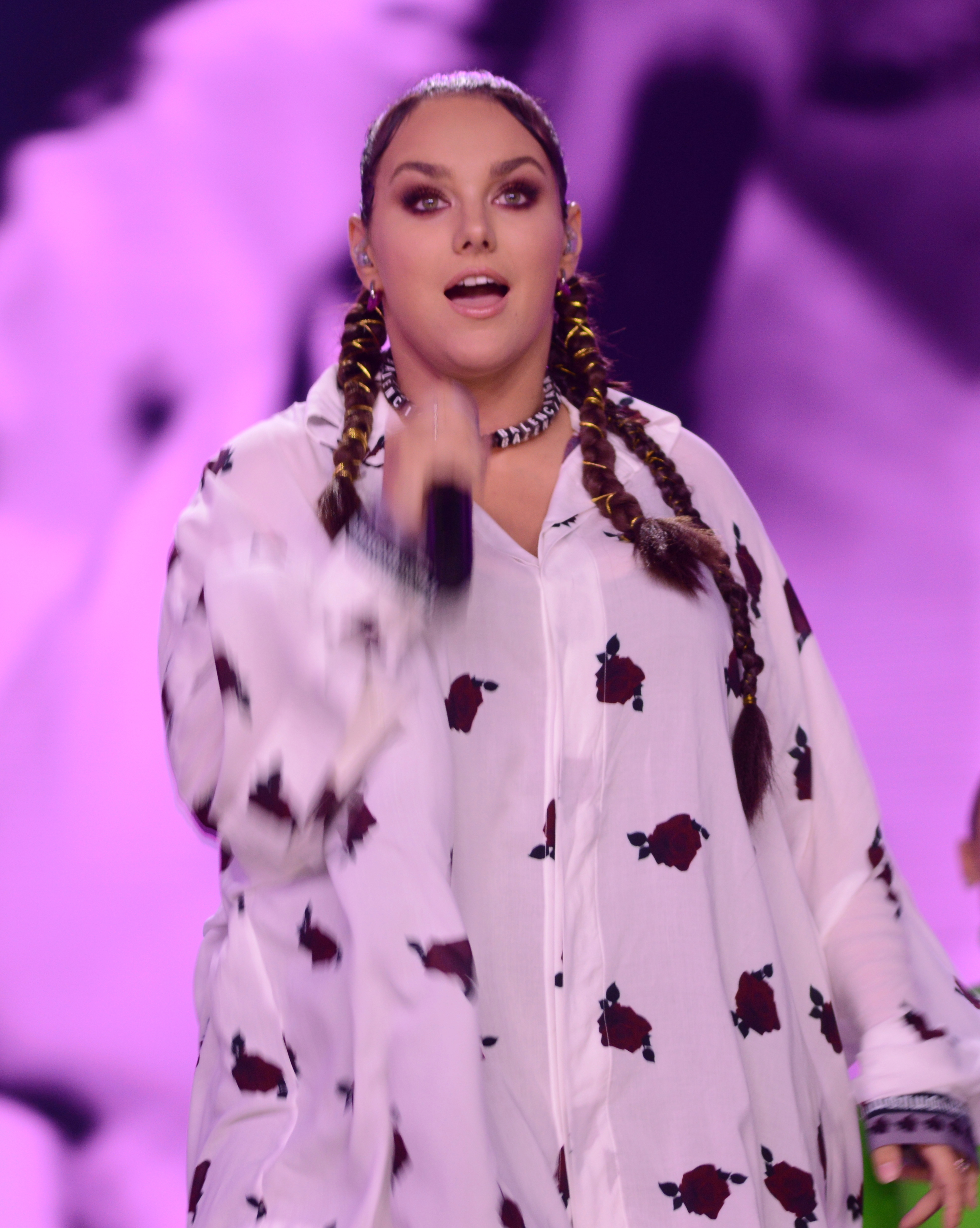
Ewa Farna na festivalu v Sopotech, 2022

Dne 7. prosince 2019 uspořádala koncert s Karlovarským symfonickým orchestrem v O2 universu. V lednu 2020 vyšla písnička „Pełnia“, kterou nazpívala společně s polským zpěvákem Smolasty. Dne 20. června 2020 moderovala ceny Anděl. V září téhož roku vyšla písnička „Kočky“, kterou přezpívala v jiném aranžmá společně s Vojtou Dykem a kapelou B-Side Band. Dne 25. května 2021 byl vydán singl „Tělo“ v češtině i polštině. Na konci srpna vydala další singl „No Ne“ v češtině i polštině. V listopadu pak poprvé vyhrála anketu popularity Český slavík 21. Dne 28. listopadu 2021 se stala moderátorkou finálových kol Česko Slovenské Superstar. Premiérově zazpívala na finále svůj třetí singl z desky Verze 02, který je o hovoru se svou mladší verzí. Dne 2. prosince téhož roku vydala po sedmi letech novou desku Umami v češtině. V lednu 2022 vyšla stejnojmenná deska i v polštině. V dubnu 2022 vyhrála cenu Anděl v kategorii Zpěvačka roku. Dne 12. listopadu 2022 získala druhé místo v anketě popularity Český slavík. V březnu 2023 se stala zpěvačkou roku na předávání cen Žebřík. K tomu ještě přebrala cenu za třetí místo v kategorii skladba roku za píseň Zázraky, kterou nazpívala s Davidem Stypkou do pohádky Největší dar. V září 2023 vydala nový singl „No a co“ v češtině i polštině s interaktivním videoklipem.
Dne 14. října 2023 měla doposud svůj největší koncert v kariéře, který uspořádala v O2 areně. Dne 24. listopadu 2023 se stala Zpěvačkou roku v anketě popularity Český slavík. Zároveň se stala i Absolutní vítězkou Českého slavíka.

### 2024–dosud
V lednu 2024, kategorii Zpěvačka roku a Videoklip roku obhájila v Hudebních cenách Evropy 2. Dne 22. března 2024 se uskutečnil její druhý koncert v O2 aréně. V dubnu 2024 se opět stala zpěvačkou roku v předávání cen Žebřík. K tomu ještě cenu za druhé místo v kategorii Akce roku za Ewa Farna "30" - O2 arena. Dne 14. června 2024 vyšel nový singl „Vlny“, který složila do stejnojmenného filmu Vlny. Jako speciálního hosta si ji na dva koncerty v Hradci Králové (27.–28.7.) vybral zpěvák Ed Sheeran.
Dne 29. listopadu 2024 se stala opět Zpěvačkou roku v anketě popularity Český Slavík. Zároveň se stala opět i Absolutní vítězkou v Českém Slavíku.
V únoru 2025 znovu obhájila vítězství v kategorii Zpěvačka roku v hudebních cenách Evropy 2. Dne 27. května 2025 se uskutečnil koncert Dua Lipy v O2 areně, kde mimo jiné zazpívala i Ewy singl „Na ostří nože“ v češtině. Ewa shodou okolností byla přítomná na jejím koncertě a neubránila se emocím. Druhý den si Dua Lipa dokonce Ewu přizvala na pódium a společně si zazpívaly.

## Zajímavosti

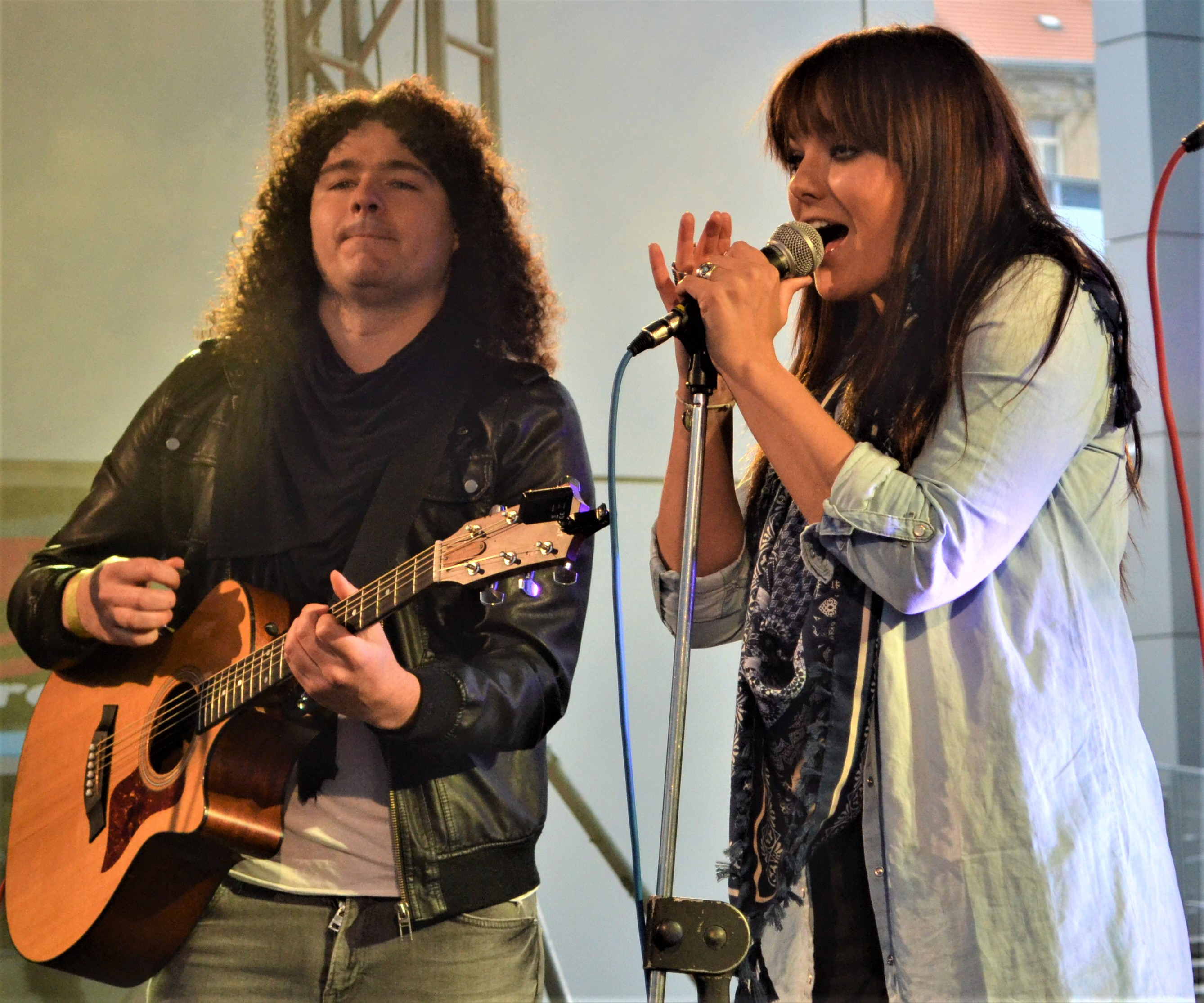
S Martinem Chobotem v Praze v roce 2015

- S rodinou mluví těšínským nářečím.
- Když se zpíváním na celostátní úrovni začínala, nosila rovnátka.
- Na vyhlášení ankety Zlatý Slavík 2008 zazpívala duet se skupinou No Name, píseň „Prvá“.
- V roce 2011 se stala tváří kampaně zvané Sázka na polskost (Postaw na polskość).[42]
- V roce 2013 se stala v Česku nejmladší porotkyní Superstar.
- V roce 2013 vydala své první autorské album.
- V kapele hraje člen kapely Toxique Roman Vícha (bicí), poté co kapelu opustil bubeník a skladatel Lukáš Pavlík.
- Na desce Leporelo je song o jejím producentovi Leškovi Wronkovi.
- Na podzim roku 2014 odešel z kapely kytarista Tomáš Fuchs.
- Na jaře 2018 opustil kapelu Jan Steinsdörfer, který přešel ke skupině Chinaski.
- Koncem roku 2021 odešel z kapely i její manžel Martin Chobot.

## Diskografie

### Studiová a koncertní alba
| Rok  | Album                                                                                          | Nejvyšší umístění v hitparádě | Nejvyšší umístění v hitparádě | Ocenění           |
| Rok  | Album                                                                                          | ČR                            | POL                           | Ocenění           |
| ---- | ---------------------------------------------------------------------------------------------- | ----------------------------- | ----------------------------- | ----------------- |
| 2006 | Měls mě vůbec rád - Vydáno: 6. listopadu 2006 - Vydavatel: Universal Music Group               | 3                             | —                             | ČR: platinové     |
| 2007 | Ticho - Vydáno: 1. října 2007 - Vydavatel: Universal Music Group                               | 2                             | —                             | ČR: platinové     |
| 2007 | Sam na sam - Vydáno: 9. listopadu 2007 - Vydavatel: Universal Music Group                      | —                             | —                             | POL: zlaté        |
| 2008 | Blíž ke hvězdám (Live) - Vydáno: 10. listopadu 2008 - Vydavatel: Universal Music Group         | 4                             | —                             |                   |
| 2009 | Cicho - Vydáno: 16. března 2009 - Vydavatel: Magic Records                                     | 7                             | 16                            | POL: 2× platinové |
| 2009 | Virtuální - Vydáno: 26. října 2009 - Vydavatel: Universal Music Group                          | 3                             | —                             | ČR: zlaté         |
| 2010 | EWAkuacja - Vydáno: 5. listopadu 2010 - Vydavatel: Magic Records                               | 8                             | 7                             | POL: platinové    |
| 2011 | Niezapomniany koncert urodzinowy LIVE! - Vydáno: 14. listopadu 2011 - Vydavatel: Magic Records | —                             | 14                            | POL: zlaté        |
| 2011 | 18 LIVE - Vydáno: 28. listopadu 2011 - Vydavatel: Universal Music Group                        | 6                             | —                             |                   |
| 2013 | (W)INNA? - Vydáno: 21. října 2013 - Vydavatel: Magic Records                                   | 1                             | 7                             | POL: zlaté        |
| 2014 | Leporelo - Vydáno: 7. listopadu 2014 - Vydavatel: Universal Music Group                        | 11                            | —                             |                   |
| 2015 | G2 Acoustic Stage - Vydáno: 10. dubna 2015 - Vydavatel: Universal Music Group                  | 27                            | —                             |                   |
| 2015 | Inna - Vydáno: 6. listopadu 2015 - Vydavatel: Magic Records                                    | —                             | 7                             |                   |
| 2016 | Best of                                                                                        |                               |                               |                   |
| 2020 | LIVE at O2 Universum                                                                           |                               |                               |                   |
| 2020 | Singles & Specials                                                                             |                               |                               |                   |
| 2021 | Umami (CZ) - Vydáno: 2. prosince 2021 - Vydavatel: EwoluZone, s.r.o.                           | 9                             | —                             |                   |
| 2022 | Umami (PL) - Vydáno: 28. ledna 2022 - Vydavatel: EwoluZone, s.r.o.                             |                               |                               |                   |

### Singly
| Rok                       | Název písně                             | Nejvyšší umístění v hitparádě | Nejvyšší umístění v hitparádě | Nejvyšší umístění v hitparádě | Ocenění        | Album                                  |
| Rok                       | Název písně                             | ČR                            | POL                           | SK                            | Ocenění        | Album                                  |
| ------------------------- | --------------------------------------- | ----------------------------- | ----------------------------- | ----------------------------- | -------------- | -------------------------------------- |
| 2006                      | „Měls mě vůbec rád“                     | 3                             | —                             | —                             |                | Měls mě vůbec rád                      |
| 2006                      | „Zapadlej krám“                         | 24                            | —                             | 76                            |                | Měls mě vůbec rád                      |
| 2007                      | „Ticho“                                 | 15                            | —                             | 35                            |                | Ticho                                  |
| 2007                      | „La la laj“                             | 8                             | —                             | —                             |                | Ticho                                  |
| 2007                      | „Jaký to je“                            | 6                             | —                             | —                             |                | Ticho                                  |
| 2007                      | „Tam gdzie nie ma dróg“                 | —                             | —                             | —                             |                | Sam na sam                             |
| 2008                      | „Oto ja“ (s Kubou Molędou)              | —                             | —                             | —                             |                | Camp Rock soundtrack                   |
| 2008                      | „Boží mlejny melou“                     | 22                            | —                             | 85                            |                | Blíž ke hvězdám                        |
| 2009                      | „Cicho“                                 | —                             | —                             | —                             |                | Cicho                                  |
| 2009                      | „Dmuchawce, latawce, wiatr“             | —                             | —                             | —                             |                | Cicho                                  |
| 2009                      | „Toužím“                                | 14                            | —                             | 35                            |                | Virtuální                              |
| 2009                      | „Ty jsi král“                           | —                             | —                             | —                             |                | Virtuální                              |
| 2010                      | „La la laj“ (polskou verzi)             | —                             | —                             | —                             |                | Cicho                                  |
| 2010                      | „Maska“                                 | 57                            | —                             | —                             |                | Virtuální                              |
| 2010                      | „Stejný cíl mám dál“ (s Janem Bendigem) | —                             | —                             | —                             |                | Camp Rock 2 soundtrack                 |
| 2010                      | „Nie zmieniajmy nic“ (s Kubou Molędou)  | —                             | —                             | —                             |                | Camp Rock 2 soundtrack                 |
| 2010                      | „Ewakuacja“                             | —                             | 1                             | —                             |                | EWAkuacja                              |
| 2011                      | „Bez łez“                               | —                             | —                             | —                             |                | EWAkuacja                              |
| 2011                      | „Nie przegap“                           | —                             | 3                             | —                             |                | Niezapomniany koncert urodzinowy LIVE! |
| 2011                      | „Sama Sobě“                             | 61                            | —                             | —                             |                | 18 LIVE                                |
| 2012                      | „Toxique Girls“ (s Toxique)             | —                             | —                             | —                             |                | 18 LIVE                                |
| 2013                      | „Znak“                                  | —                             | 3                             | —                             |                | (W)INNA?                               |
| 2013                      | „Ulubiona rzecz“                        | —                             | —                             | —                             |                | (W)INNA?                               |
| 2014                      | „Leporelo“                              | 10                            | —                             | —                             |                | Leporelo                               |
| 2014                      | „Tajna misja“                           | —                             | 9                             | —                             |                | (W)INNA?                               |
| 2015                      | „Z nálezů a krás“                       | 59                            | —                             | —                             |                | Leporelo                               |
| 2015                      | „Rutyna“                                | —                             | —                             | —                             |                | (W)INNA?                               |
| 2015                      | „Víno je grunt“ (s Františkem Segrado)  | 99                            | —                             | —                             |                |                                        |
| 2015                      | „Tu“                                    | —                             | 17                            | —                             | POL: platinové | Inna                                   |
| 2016                      | „Na ostří nože“                         | 55                            | —                             | —                             |                |                                        |
| 2016                      | „Na ostrzu“                             | —                             | 3                             | —                             | POL: zlaté     | Inna                                   |
| 2016                      | „Všechno nebo nic“                      | 96                            | 42                            | 4                             |                |                                        |
| 2017                      | „Wszystko albo nic“                     | —                             | 10                            | —                             | POL: zlaté     |                                        |
| 2017                      | „Dobré ráno, milá“                      | 6                             |                               | —                             |                |                                        |
| 2017                      | „Vánoce na míru                         | 3                             |                               | 50                            |                |                                        |
| 2018                      | „Mám boky jako skříň“                   | 59                            |                               | —                             |                |                                        |
| 2018                      | „Málo se známe“                         | 50                            |                               | —                             |                |                                        |
| 2019                      | „Ta o nás“                              | —                             |                               | —                             |                |                                        |
| 2020                      | „Pełnia“                                | —                             |                               | —                             |                |                                        |
| 2020                      | „Kočky“                                 | —                             |                               | —                             |                |                                        |
| 2021                      | „Ciało“                                 | —                             |                               | —                             |                | Umami                                  |
| 2021                      | „Tělo“                                  | 47                            |                               | —                             |                | Umami                                  |
| 2021                      | „No Ne“                                 | —                             |                               | —                             |                | Umami                                  |
| 2021                      | „No Nie“                                | —                             |                               | —                             |                | Umami                                  |
| 2021                      | „Verze 02“                              | 18                            |                               | —                             |                | Umami                                  |
| 2021                      | „Wersja 2.0“                            | —                             |                               | —                             |                | Umami                                  |
| 2022                      | „Zkraceno v překladu“                   |                               |                               |                               |                | Umami                                  |
| 2022                      | „Na skróty“                             |                               |                               |                               |                | Umami                                  |
| 2023                      | „No a co“                               |                               |                               |                               |                |                                        |
| 2023                      | „Partner in crime“                      |                               |                               |                               |                |                                        |
| 2023                      | „Czeski film“                           |                               |                               |                               |                |                                        |
| 2024                      | „Vlny“                                  |                               |                               |                               |                |                                        |
| 2024                      | „Nie znam tego miejsca“                 |                               |                               |                               |                |                                        |
| 2024                      | „To je moje holka“                      |                               |                               |                               |                |                                        |
| Celkem „number-one“ hitů: | Celkem „number-one“ hitů:               | 0                             | 1                             | 0                             |                |                                        |

### Videoklipy

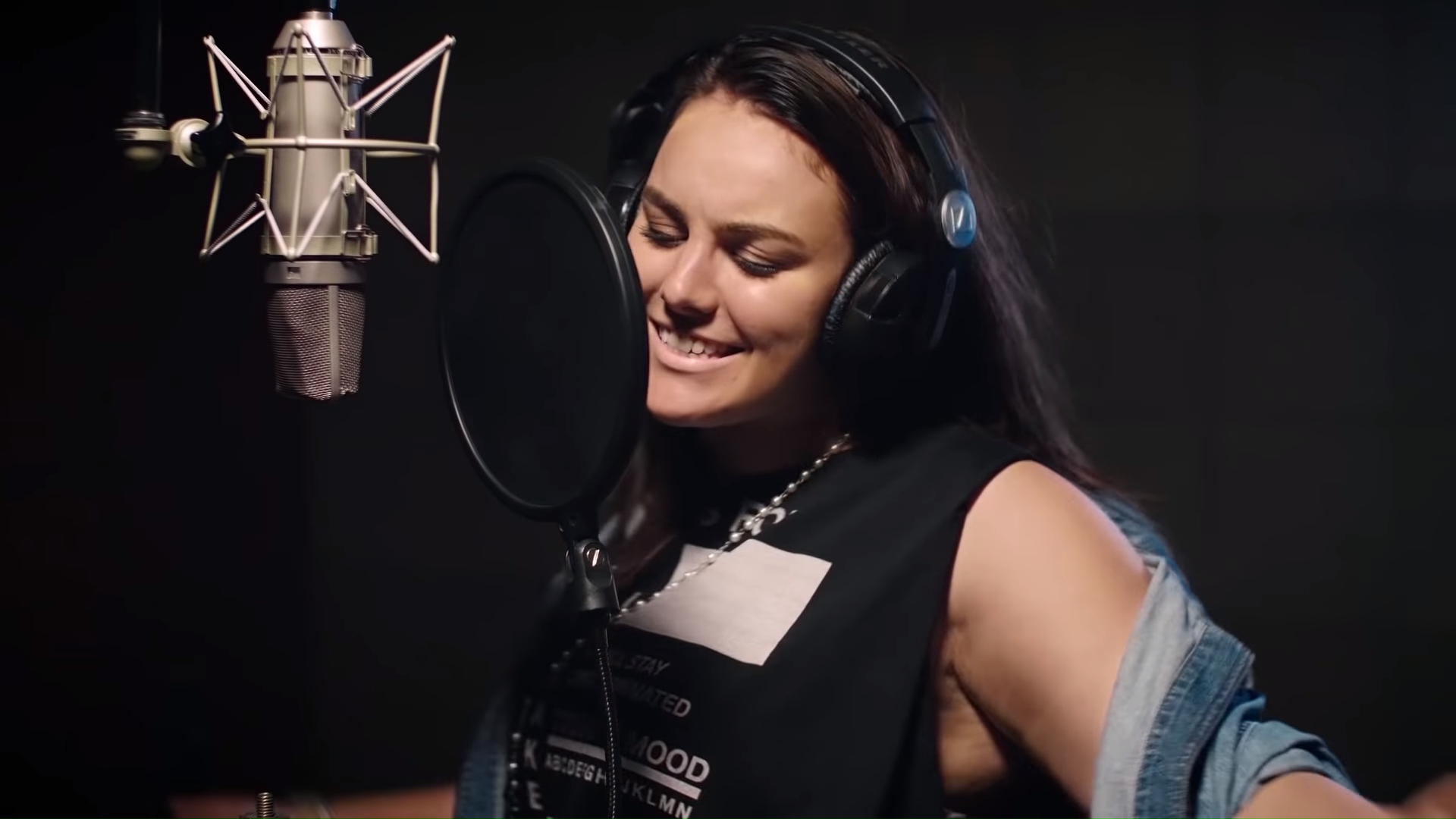
Ewa Farna ve videoklipu písně Cizí zeď, 2018

| Rok  | Název                                   | Režie                 |
| ---- | --------------------------------------- | --------------------- |
| 2006 | „Měls mě vůbec rád“                     | Tonda Vomáčka         |
| 2006 | „Zapadlej krám“                         | Pavel Sadílek         |
| 2007 | „Ticho“                                 | Tonda Vomáčka         |
| 2007 | „La la laj“                             | David Beránek         |
| 2007 | „Jaký to je“                            | Tomáš Sysel           |
| 2007 | „Tam gdzie nie ma dróg“                 | Pavel Sadílek         |
| 2008 | „Oto ja“ (s Kubou Molędou)              | —                     |
| 2008 | „Boží mlejny melou“                     | Rudolf Kudrnáček      |
| 2009 | „Cicho“                                 | Bartosz Piotrowski    |
| 2009 | „Dmuchawce, latawce, wiatr“             | Bartosz Piotrowski    |
| 2009 | „Toužím“                                | Bartosz Piotrowski    |
| 2009 | „Ty jsi král“                           | —                     |
| 2010 | „La la laj“ (polská verze)              | Bartosz Piotrowski    |
| 2010 | „Maska“                                 | Marian Martaus        |
| 2010 | „Stejný cíl mám dál“ (s Janem Bendigem) | —                     |
| 2010 | „Nie zmieniajmy nic“ (s Kubou Molędou)  | —                     |
| 2010 | „Ewakuacja“                             | Bartosz Piotrowski    |
| 2011 | „Bez łez“                               | —                     |
| 2011 | „Monster High“                          | Bartosz Piotrowski    |
| 2011 | „Nie przegap“                           | —                     |
| 2011 | „Sama Sobě“                             | David Beránek         |
| 2012 | „Toxique Girls“ (s Toxique)             | Boodya, Igor Zacharov |
| 2012 | „Šestej pád“ (s Danem Bártou)           | —                     |
| 2013 | „Znak“                                  | Kuba Gryżewski        |
| 2013 | „Ulubiona rzecz“                        | Jacek Kościuszko      |
| 2014 | „Tajna misja“                           | Jacek Kościuszko      |
| 2014 | „Leporelo“                              | Majo Martaus          |
| 2015 | „Z nálezů a krás“                       | Martin Linhart        |
| 2015 | „Rutyna“                                | Michal Skořepa        |
| 2015 | „Vino je grunt“ (s Františkem Segradem) | Martin Kopp           |
| 2015 | „Tu“                                    | Jacek Kościuszko      |
| 2016 | „Na ostrzu“                             | Jacek Kościuszko      |
| 2016 | „Na ostří nože“                         | Jacek Kościuszko      |
| 2016 | „Všechno nebo nic“                      | Alan Kępski           |
| 2016 | „Wszystko albo nic“                     | Alan Kępski           |
| 2017 | „Bumerang“                              |                       |
| 2018 | „Interakcja“                            |                       |
| 2018 | „Málo se známe“                         |                       |
| 2021 | „Ciało“                                 | Ondřej Kudyn          |
| 2021 | „Tělo“                                  | Ondřej Kudyn          |
| 2021 | „No Ne“                                 | Adam Romanowski       |
| 2021 | „No Nie“                                | Adam Romanowski       |
| 2021 | „Verze 02“                              | Ruy Okamura           |
| 2021 | „Wersja 2.0“                            | Ruy Okamura           |
| 2022 | „Zkraceno v překladu“                   |                       |
| 2022 | „Na skróty“                             |                       |
| 2023 | „No a co“                               | Michal Orsava         |
| 2023 | „Partner in crime“                      | Michal Orsava         |
| 2024 | „Vlny“                                  | Prokop Jelínek        |

## Koncertní turné
- Zazpívej si na Ewa Tour 2008 (Česko)
- Bud virtuální na Ewa Tour 2009–2010 (Česko)
- EWAkuacja tour 2011 (Polsko)
- Čechomor tour (Česko)
- Narozeninové koncerty 18 (Polsko, Česko)
- Hrady.cz 2012 (Česko)
- (W)INNA? Tour 2014 (Polsko)
- V AKUSTICKÉM SMĚRU 2015
- On Stage 2016 (Nebe, Ewa Farna a Support Lesbiens)
- Málo se známe Tour (2019–2020, 2021 Česko)
- Umami Tour (podzim 2022, Česko a Polsko)
- Ewa Farna“15 Lat na Scenie" (podzim 2024, Polsko)
- Ewa Farna„Nie Ma Lipy Tour“ (podzim 2025, Polsko)

## Filmografie
- Ošklivka Katka – jako sama, hostující vystoupení, 2007
- Nemůžu dýchat – jako Elena Glonova v seriálu České televize
- Zapomnieć Cię – jako Nina Krowoska v polském televizním seriálu
- Hela w opałach – jako Martyna, dcera Eryka , epizoda 48 pt. „Daddy's daughter“, hostování, 2011
- Zpívej – jako Ash, polský dabing, český dabing, 2016
- Ewa Farna: Skazana na busa – sama sebe, životopisný film, 2017
- Zpívej 2 – jako Ash, český dabing, 2021
- Souboj na talíři – jako hvězdný host ve 2. dílu 3. řady, 2023[50]
- Ewa Farna UMAMI livesession – sama sebe, dokument, 2023

## Ocenění

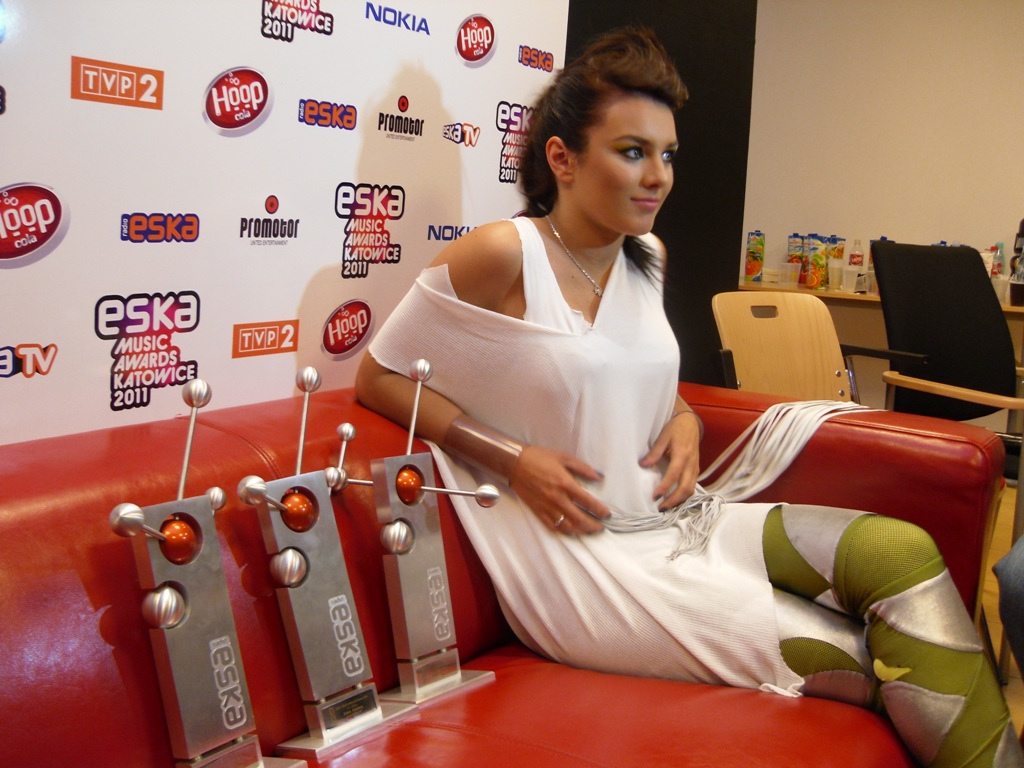
Farna na předávání polských Eska Music Awards 2011

- 2006 – Český slavík Mattoni 2006 – Objev roku
- 2007 – RGM hudební ceny TV Óčka – „Objev roku“
- 2007 – Deska roku Allianz 2006 – album „Měls mě vůbec rád“ se stalo „Nejprodávanějším debutem v kategorii „Objev roku“ (17 308 kusů)
- 2007 – „Objev Ro(c)ku“ v anketě časopisu Rock&Pop
- 2007 – platinové album za prodej více než 25 tisíc desek
- 2007 – Nejlepší zpěvačka v anketě Jetix Kids Awards
- 2008 – Srebrne Spinki, ocenění generálního konzula Polské republiky v Ostravě za hudební úspěchy a propagaci polské menšiny z Těšínska
- 2008 – 3. místo v kategorii zpěvaček v anketě TýTý 2007
- 2008 – 3. místo v anketě Český slavík
- 2009 – Opolí – Superjedynky – Album roku (Cicho)
- 2009 – Nejlepší interpret na internetu roku
- 2009 – Deska roku 2008 – Blíž ke hvězdám vyhrálo v kategorii Nejprodávanější hudební DVD
- 2009 – SopotHit Festiwal – Polský Hit 2009
- 2009 – Musiq1 awards (Zpěvačka roku)
- 2009 – 3. místo v anketě Český slavík
- 2010 – Viva Comet, zpěvačka roku a hit roku
- 2010 – Cena akademie populární hudby Anděl v kategorii Zpěvačka roku
- 2010 – Eska Music Awards – Hit roku 2009 – Cicho
- 2010 – Musiq1 awards (Zpěvačka roku)
- 2010 – 3. místo v anketě Český slavík
- 2011 – Viva Comet, ocenění za album roku, videoklip, píseň roku a image umělce
- 2011 – 3. místo v anketě Český slavík
- 2012 – Viva Comet Zpěvačka roku
- 2012 – Viva Comet, nejlepší na viva-tv.pl („Bez łez“)
- 2012 – Viva Comet, dzwonek Roku („Bez łez“)
- 2012 – 3. místo v Českém slavíku
- 2014 – Superjedynki – SuperAlbum ((W)INNA?)
- 2014 – 3. místo v Českém slavíku
- 2015 – 3. místo v Českém slavíku
- 2016 – 3. místo v Českém slavíku
- 2017 – 1. místo v hudebních cenách Žebřík za rok 2016 za videoklip roku (Na ostří nože)
- 2017 – 3. místo v hudebních cenách Žebřík za rok 2016 za skladbu roku (Na ostří nože)
- 2017 – 1. místo v hudebních cenách Žebřík za rok 2016 za zpěvačku roku
- 2017 – 2. místo v Českém slavíku
- 2021 – 1. místo v Českém slavíku
- 2022 – 1. místo v hudebních cenách Žebřík za rok 2021 za zpěvačku roku[51]
- 2022 – 3. místo v hudebních cenách Žebřík za rok 2021 za album UMAMI
- 2022 – Cena Jantar za album UMAMI
- 2022 – 1. místo v kategorii Videoklip roku za klip k písni Tělo na Cenách Evropy 2
- 2022 – Anděl – Zpěvačka roku[6]
- 2022 – 2. místo v Českém slavíku[52]
- 2023 – 1. místo v Českém slavíku[53]
- 2023 –  Absolutní slavík v Českém slavíku[54]
- 2024 – 1.místo v hudebních cenách Evropy 2 za Zpěvačku roku a Videoklip roku (No a co)
- 2024 – 1. místo v hudebních cenách Žebřík za rok 2023 za zpěvačku roku
- 2024 – 1.místo v Českém slavíku
- 2024 –  Absolutní slavík v Českém slavíku
- 2025 – 1.místo v hudebních cenách Evropy 2 za Zpěvačku roku 2024 a Absolutní vítězku
- 2025 – Anděl – společný projekt spolu s Annet X